# Rhaphidolejeunea spicata
Rhaphidolejeunea spicata är en bladmossart som först beskrevs av Franz Stephani, och fick sitt nu gällande namn av Riclef Grolle. Rhaphidolejeunea spicata ingår i släktet Rhaphidolejeunea och familjen Lejeuneaceae. Inga underarter finns listade i Catalogue of Life.